# Непал на Светском првенству у атлетици на отвореном 2011.
Непал је учествовао на 13. Светском првенству у атлетици на отвореном 2011. одржаном у Тегу од 27. августа до 4. септембра једанаести пут. Репрезентацију Непала представљала је једна атлетичарка која се такмичила у трци на 400 метара.,
На овом првенству представница Непал није освојила ниједну медаљу, а оборила је свој најбољи резултат сезоне.

## Учесници
| Мушкарци: - Тилак Рам Тару — 100 м | Жене: - Чандра Кала Тапа — 100 м |

## Резултати

### Мушкарци
| Атлетичар      | Дисциплина | Лични рекорд | Предтакмикчење | Предтакмикчење | Квалификације | Квалификације | Полуфинале           | Полуфинале           | Финале               | Финале       | Детаљи |
| Атлетичар      | Дисциплина | Лични рекорд | Резултат       | Место          | Резултат      | Место         | Резултат             | Место                | Резултат             | Место        | Детаљи |
| -------------- | ---------- | ------------ | -------------- | -------------- | ------------- | ------------- | -------------------- | -------------------- | -------------------- | ------------ | ------ |
| Тилак Рам Тару | 100 м      |              | 11,00 ЛР       | 3. у гр. 2     | 11,32         | 8. у гр. 3    | Није се квалификовао | Није се квалификовао | Није се квалификовао | 54 / 71 (75) |        |

### Жене
| Атлетичарка      | Дисциплина | Лични рекорд | Предтакмикчење | Предтакмикчење | Квалификације         | Квалификације         | Полуфинале            | Полуфинале            | Финале                | Финале       | Детаљи |
| Атлетичарка      | Дисциплина | Лични рекорд | Резултат       | Место          | Резултат              | Место                 | Резултат              | Место                 | Резултат              | Место        | Детаљи |
| ---------------- | ---------- | ------------ | -------------- | -------------- | --------------------- | --------------------- | --------------------- | --------------------- | --------------------- | ------------ | ------ |
| Чандра Кала Тапа | 100 м      | 13,02        | 13,17 ЛРС      | 5. у гр. 1     | Није се квалификовала | Није се квалификовала | Није се квалификовала | Није се квалификовала | Није се квалификовала | 25 / 68 (73) |        |